# Мередин, Ширли
Ширли Л. Мередин (урождённая Льюис; 10 июня 1930 — 2022) — британская журналистка и активистка. Она была одной из основательниц группы Growing Old Disgracefully.

## Биография
Ширли Льюис Мередин родилась в Ньюингтон-Грин на севере Лондона 10 июня 1930 года. Её родители бежали в Великобританию из России в 1900 году. Она бросила школу в 17 лет и работала секретаршей в News Chronicle на Флит-стрит, вела женские страницы в местных газетах и стала главным репортёром. Ширли получила высшее образование в 41 год, работала членом студенческого совета и писала книги.
Выйдя на пенсию, она вместе с Мадлен Левиус основала «Growing Old Disgracefully», группы для стареющих женщин, создающей безопасную принимающую среду и борющуюся со стереотипами.
Мередин была отмечена в рейтинге 100 женщин Би-би-си в 2013 году.
Умерла 30 ноября 2022 года в 92 года.